# Isla Ritter
Ritter Island es una pequeña isla volcánica en forma de media luna de 100 km al noreste de Nueva Guinea, situado entre las islas Umboi y Sakar
Hay varias erupciones registradas de este estratovolcán basáltico - andesítico antes de un espectacular colapso lateral que tuvo lugar en 1888. Antes de este evento, era una isla cónica circular de unos 780 m de altura.